# Myrina (Éolide)
Pour les articles homonymes, voir Myrina.

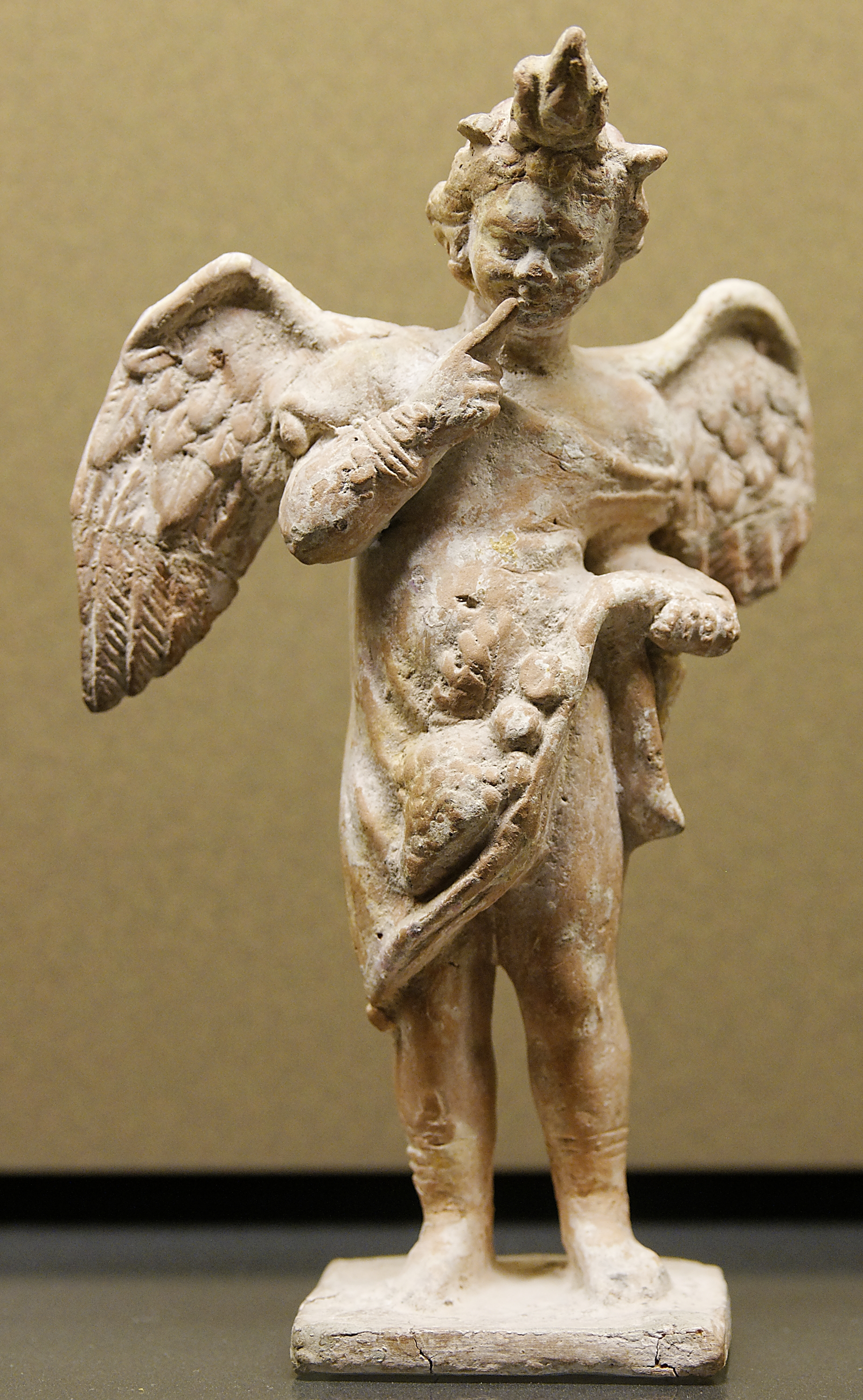
Éros harpocratique, figurine en terre cuite de Myrina, musée du Louvre

Myrina (en grec ancien Μυρίνα) est une ancienne cité grecque d'Éolide, située sur la côte occidentale de l'actuelle Turquie, à 37 km au sud-ouest de Pergame.

## Présentation du site de Myrina

### Géographie
Myrina est une cité éolienne située en bordure du golfe Élaïtique (aujourd'hui Çandarlı), au nord de l'ancien estuaire du fleuve appelé Pythicos dans l'antiquité (aujourd'hui Güzelhisar). La ville occupait la plaine de Calabas (aujourd'hui Karadut) et remontait sur les pentes de trois collines. Situées au nord-ouest, les deux premières sont la Kato (« basse », aujourd'hui Oteki-tepe) et l'Epano (« haute », aujourd'hui Berki-tepe) ; la troisième se trouve au sud et s'appelait le mont Poléïs (aujourd'hui Devlet-tepe).
Myrina a une situation privilégiée puisqu'elle se trouve à une trentaine de kilomètres de Smyrne et de Pergame. De plus, elle est très proche des cités de Kymé, Aïgai et de Grynion. 
Si Myrina peut facilement communiquer avec ses proches voisines, elle est également en contact avec le reste de l'Asie Mineure grâce aux systèmes de communications qui se sont succédé dans l'Antiquité. Il y a d'abord eu avant la domination romaine, une route intérieure qui la reliait à la voie conduisant d'Éphèse à Phocée. Puis, Rome a établi à partir de 129 av. J.-C. un réseau routier ; Myrina se trouvait alors sur une voie qui partait d'Éphèse et rejoignait Cyzique en passant par les cités de Smyrne et de Pergame.
Il est plus difficile de déterminer les limites du territoire de Myrina. On sait par Strabon qu'Aïgai et Grynion dépendaient de Myrina. 
En outre, on a retrouvé des bornes marquant les frontières de la cité et datant de la fin de la période hellénistique.
En ce qui concerne la cité proprement dite, il reste peu de choses. Les seuls éléments encore visibles sont un pan de mur byzantin sur l'Epano, un môle et des restes de quais. On trouve également de larges plaques de granit disposées en éventail sur la plage ; une citerne datant probablement du IIIe siècle av. J.-C. a été retrouvée à l'ouest de l'Epano ainsi que des pans de murs cimentés remontant probablement à l'antiquité tardive. Enfin, G.E. Bean interprète la dépression que forme le versant occidental de l'Epano comme l'emplacement du théâtre de la cité. Dominique Kassab ne confirme pas cette hypothèse mais pense que la ville a bien possédé un théâtre.
Le vestige le plus important de Myrina est évidemment la nécropole qui se situe sur les versants de l'Epano et du mont Poléïs ainsi que dans la plaine qui les sépare.

### Histoire
Le parcours historique de Myrina est semblable à celui des autres cités d'Asie Mineure.
Il existe deux légendes pour la fondation de la ville. La première met en scène le héros Myrinos; la seconde se réfère à Myrina, reine des Amazones. Hérodote et Velleius Paterculus rapportent eux aussi ces légendes mais ajoutent que les fondateurs seraient des Éoliens venus de Béotie et de Thessalie, qui auraient colonisé la côte occidentale de l'Asie Mineure et fondé douze villes dont Myrina. 
On retrouve par la suite des témoignages sur l'existence et la vie de la cité. Elle passe ainsi sous la coupe de Crésus, roi de Lydie, puis de Cyrus II, Grand Roi achéménide. Lors des guerres médiques, elle se retrouve dominée par le dynaste Gongylos d'Érétrie. À partir du IVe siècle av. J.-C., elle entretient des rapports avec le sanctuaire de Delphes, probablement en raison du culte rendu à l'Apollon de Grynion et au temple d'Apollon Chestérios près d'Aïgai.
Myrina appartient aussi à la confédération délienne à laquelle elle verse chaque année un talent (Smyrne en verse douze). En 218 av. J.-C., elle passe sous la domination pergaménienne lorsque Attale Ier décide de conquérir l'Éolide. Les rapports qu'ont entretenu les deux cités ont été sans nul doute importants : ainsi Eumène II choisit un myrinéen, entre autres, pour annoncer dans le monde grec la première célébration des Nicéphories triétériques de 181 av. J.-C.. De plus, Pergame a connu une grande prospérité à la suite de la paix d'Apamée en 188 av. J.-C. et en fit profiter les cités qui étaient sous sa domination, dont Myrina.
Au début du IIe siècle av. J.-C., Myrina commence à émettre (comme certaines de ses voisines) des tétradrachmes d'argent à l'effigie de l'Apollon de Grynion, d'Héraclès ou encore d'Athéna à la manière pergaménienne. On trouve ces monnaies jusqu'en Syrie.
En 17 ap. J.-C., Myrina est détruite par un tremblement de terre, puis reconstruite par l'empereur Tibère, avant d'être atteinte par un nouveau séisme en 106 : elle décline et devient progressivement une réserve de pierres de construction pour les localités byzantines environnantes. Le site échoit au beylicat turc des Karesioğulları au XIVe siècle et devient ottoman au XVe siècle.
On sait peu de choses des ressources économiques de Myrina. Son trafic maritime et fluvial était peu développé. La seule activité connue est la production des terres cuites. La cité devait également profiter des mégisseries d'Aïgai et de l'ostréiculture. Le sanctuaire de Grynion devait être également une source de revenus non négligeable. Avec la construction de la voie romaine au IIe siècle av. J.-C., Myrina était traversée par les pèlerins se dirigeant vers ce sanctuaire et un relais entre Smyrne et Pergame, ce qui rapportait également des revenus. À partir de cette même époque, la cité montre des signes d'enrichissement avec l'émission d'une monnaie et l'apparition d'une coroplathie de luxe.

## Fouilles

### Histoires des fouilles
En 1870, une nécropole d'époque hellénistique et romaine est découverte accidentellement à Myrina, sur une colline voisine de la ville. Le premier matériel est alors donné à l'École française d'Athènes, ce qui explique la présence d'un grand nombre d'objets au musée du Louvre. Quatre campagnes, menées entre 1880 et 1882 respectivement par Edmond Pottier, Salomon Reinach et Alphonse Veyrier, permettent de répertorier 5 000 tombes et d'en fouiller 350. Il s'agit en général de tombes individuelles, des urnes cinéraires ont également été retrouvées. Elles ont dégagé un très grand nombre d'objets : monnaies, miroirs et surtout figurines en terre cuite qui rivalisent avec celles de Tanagra.
La majeure partie des découvertes a été partagée entre le musée du Louvre, le musée archéologique d'Istanbul (anciennement Çinli-Kösk) et l'École française d'Athènes.
Plus récemment des fouilles de sauvetage ont été entreprises par Ekrem Akurgal du département des Antiquités Turques. Ces fouilles ont permis de compléter les collections de terres cuites.

### La nécropole
Elle n'a été explorée qu'en partie et cette zone s'étend sur les versants de l'Epano et du mont Poléïs ainsi que dans la plaine qui les sépare. Elle date des périodes hellénistique et romaine, c’est-à-dire entre le IIIe siècle av. J.-C. et le Ier siècle.
Il est probable qu'une nécropole antérieure existe ou ait existé puisque l'on a retrouvé des objets datant des périodes précédentes. En effet, trois fosses étaient remplies de sarcophages brisés et entassés semblant provenir de sépultures plus anciennes. Trois lécythes à figures noires datant d'avant l’époque hellénistique ont aussi été retrouvés. Enfin, des débris de stèles présentent une écriture dont le style daté du IVe siècle av. J.-C. tendent à prouver que la nécropole a un  passé encore plus ancien.
Salomon Reinach et Edmond Pottier, estiment avoir dégagé environ 5 000 tombes. Il n'y a pas d'orientation prédominante. Les sépultures sont disposées par groupes de vingt à soixante, aucun tombeau n'est jamais isolé.
Les tombes sont creusées à même le sol qui est fait de tuf. Elles prennent la plupart du temps une forme quadrangulaire ou ronde, il y a également des chambres funéraires. Il existe d'autres formes d'ensevelissement plus rares : la fosse peut être tapissée de pierres taillées, le mort peut disposer d'un sarcophage de pierre ou de terre cuite.
Certains tombeaux étaient recouverts de plaque de couverture. De plus, 63 stèles portant le nom du défunt ont été retrouvées.
Il existe à Myrina deux formes d'ensevelissement, l'inhumation qui est la plus fréquente, et l'incinération qui pouvait avoir lieu dans la fosse funéraire elle-même comme pour le tombeau B. Salomon Reinach et Edmond Pottier émettent l'hypothèse que parfois le corps n'ait pas été entièrement brûlé mais, que la tête ou d'autres membres aient été épargnés. 
En ce qui concerne le mobilier, sur les 5 000 tombes ouvertes, seules 350 contenaient des objets. La plupart des offrandes sont modestes : petits vases en argile, miroirs, strigiles, monnaies de bronze, fioles en verre… L'identité de certains morts était indiquée sur une plaque de bronze. Il y a aussi des objets de plus grande valeur comme les figurines en terre cuite ou en bronze, et quelques bijoux.
Les statuettes sont, la plupart du temps, brisées : ces dégâts datent de l'antiquité tardive et sont intentionnels (désacralisation, peut-être à la suite de la christianisation).
La quantité de terres cuites qui a été trouvée à Myrina est très importante : le nombre d'objets contenus dans les collections du Louvre s'élève à environ 1 700 figures.